# اللاسلطوية في مصر
اللاسلطوية في مصر تشير إلى الحركة اللاسلطوية المصرية التاريخية التي ظهرت في ستينيات القرن التاسع عشر واستمرت حتى أربعينيات القرن العشرين، وإلى الحركة اللاسلطوية التي ظهرت من جديد في أوائل العقد الأول من القرن الحادي والعشرين. 

## تاريخ

### ظهورها: من عقد 1860 حتى عقد 1910
قد ظهرت اللاسلطوية لأول مرة في مصر من قبل العمال المهاجرين الإيطاليين والمنفيين السياسيين في ستينيات القرن التاسع عشر. كان المجتمع الإيطالي في مصر واحدا من العديد من الجماعات من العمال المغتربين الذين جاء وجودهم في مصر ضمن برنامج تحديث محمد علي والي (أو محافظ) مصر من 1805 حتى عام 1849، والتي في إطارها كانت الهجرة من الأجانب مع المهارات المفيدة. وقد تسارعت هذه العملية في ظل خلفاء علي، ولا سيما مع بناء قناة السويس في خمسينيات القرن التاسع عشر. 
جمعية العمال الإيطالية ((بالإيطالية: أوبيرايو إيتاليانا))، التي أنشئت في الإسكندرية في أوائل ستينيات القرن التاسع عشر، كانت أول منظمة بين المجتمع الإيطالي الذي بدأ يتحرك نحو اللاسلطوية. وبحلول منتصف سبعينيات القرن التاسع عشر، أدى وصول قدامى المحاربين في حملات جوزيبي غاريبالدي وغيرها من المتطرفين إلى إنشاء الفكر والعمل (وهي جمعية سياسية على طول خطوط مازينيان). في عام 1876، انقسمت مجموعة أكثر راديكالية من هذه واعترفت بأنها قسم سكندري رسمي من اللاسلطوية الدولية الأولى. وشكلت أقسام إضافية في القاهرة وبورسعيد والإسماعيلية خلال العام المقبل، وقدمت الأقسام المصرية أول تقرير لها إلى المؤتمر الدولي في فيرفيرز في سبتمبر 1877. في هذه المرحلة المبكرة كانت الحركة الإيطالية قوية الطابع، وكانت أعمال مؤتمر فيرفيرز تثبت أن قسم السكندريين، يدعم من القاهرة في القاهرة والاتحاد اليوناني، قد روعى بنجاح اقتراح يدعو إلى نشر الأدب اللاسلطوي في الشرق الأوسط «بالإيطالية والإلييرية واليونانية والتركية والعربيه». وقد حلت المنظمة الدولية بعد فترة وجيزة ولم يأت القرار بشيء، لكنه أظهر بوضوح طموح الحركة اللاسلطوية المصرية الوليدة للتوسع خارج قاعدتها الإيطالية الحصرية الأولية. 
قد مر العديد من الشخصيات البارزة في الحركة اللالسطوية العالمية، بما في ذلك إريكو مالاتيستا وأميلكار سيبرياني وإليسي ريكلوس ولويجي غالياني وبيترو غوري عبر مصر في نقاط مختلفة ولأسباب مختلفة، نظرا لموقعها كمأوى آمن نسبيا للمنشقين السياسيين وقربهم إلى أوروبا. في يوليو 1881 عندما اجتمع المندوبون اللاسلطويين في لندن لإقامة جمعية الشعب العامل الدولي (أو «الأسود الدولي»)، كانت القطاعات المصرية - في اتحاد اللاسلطوية في إسطنبول - ممثلة من مالاتيستا، التي كانت مقيمة في مصر. وبحلول ذلك الوقت، أنشأ اللاسلطوية في الإسكندرية دائرة دراسات اجتماعية أوروبية (بالإسبانية: سيركولو وروبيو دي ستودي سوسيالي))، حيث أجروا مناقشات حول المسائل الاجتماعية، وأقاموا صحافة سرية لطباعة الملصقات. وفي وقت لاحق من العام نفسه، عقد مؤتمر في سيدي جابر وحضره حوالي 100 مندوب من الجماعات اللاسلطوية في جميع أنحاء مصر. 
خلال معظم هذه الفترة، كانت مصر في أزمة سياسية مستدامة. وقد سقطت مصر في ديون ثقيلة، تكبدت لتمويل تطوير البنية التحتية وأسلوب الحياة الفخم للخديوي (أو نائب الملك)، إسماعيل باشا. لم تكن مصر قادرة على السداد، وقد أجبرت في عام 1876 على قبول السيطرة الأوروبية على خزنتها. في عام 1879، تحت الضغط البريطاني والفرنسي، كان إسماعيل قد خلع من قبل السلطان وخلفه ابنه توفيق باشا الذي انتقل إلى استرضاء الدائنين الأوروبيين. صراع على السلطة تم تطويره بين عناصر النخبة التركيه الشركسية من جهة وضباط قوميين بقيادة أحمد عرابي من جهة أخرى أرادوا حكومة دستورية. مع بداية عام 1882 كان عرابي وزيرا للحرب، وواجهته حكومتان معتدلتان بريطانية وفرنسية راغبة في الدفاع عن الاستثمارات الأوروبية من موقفه المناهض للأجانب. على الرغم من وصفه بأنه مناهض للأجانب، إلا أن عرابي حصل في الواقع على دعم من عناصر من المجتمع الأجنبي، بما في ذلك العمال الإيطاليون وعدد كبير من اللاسلطويين. وفي حزيران / يونيه من ذلك العام قصفت القوات البريطانية الإسكندرية قبل أن تهبط وتسير ضد عرابي. بعد هزيمته في معركة التل الكبير، تابع الاحتلال البريطاني لبقية البلاد. 

### عودة ظهور: أوائل 2010 حتى الآن
قد أعادت الحركة دخولها للرؤية العالمية عندما شارك عدد من الجماعات اللاسلطوية في الثورة المصرية عام 2011، وهي الحركة الاشتراكية الليبرالية المصرية والعلم الأسود. لقد تعرض اللاسلطويون المصريون للهجوم من قبل النظام العسكري والإخوان المسلمين. في 7 أكتوبر 2011، عقدت الحركة الاشتراكية الليبرالية المصرية أول مؤتمر لها في القاهرة.

## المنظمات
- العلم الأسود (عقد 2010-)
- الحركة الاشتراكية التحررية (2011-)